# Église Saint-Pierre d'Abzac
Pour les articles homonymes, voir Église Saint-Pierre.
L'église Saint-Pierre est une église catholique située dans la commune d'Abzac, dans le département de la Gironde, en France.

## Localisation
L'église se trouve au centre du village, au carrefour des routes départementales D 17 (Coutras au nord et Lussac au sud) et D 247.

## Historique
Construit à l'origine au XIIe siècle, l'édifice de style roman a subi d'importantes dégradations au cours de la Révolution de 1789 et a été amplement restauré au XIXe siècle ; précédemment inscrit au titre des monuments historiques en 1925 pour une travée sous coupole, il l'a été en totalité par arrêté du 28 novembre 2011.

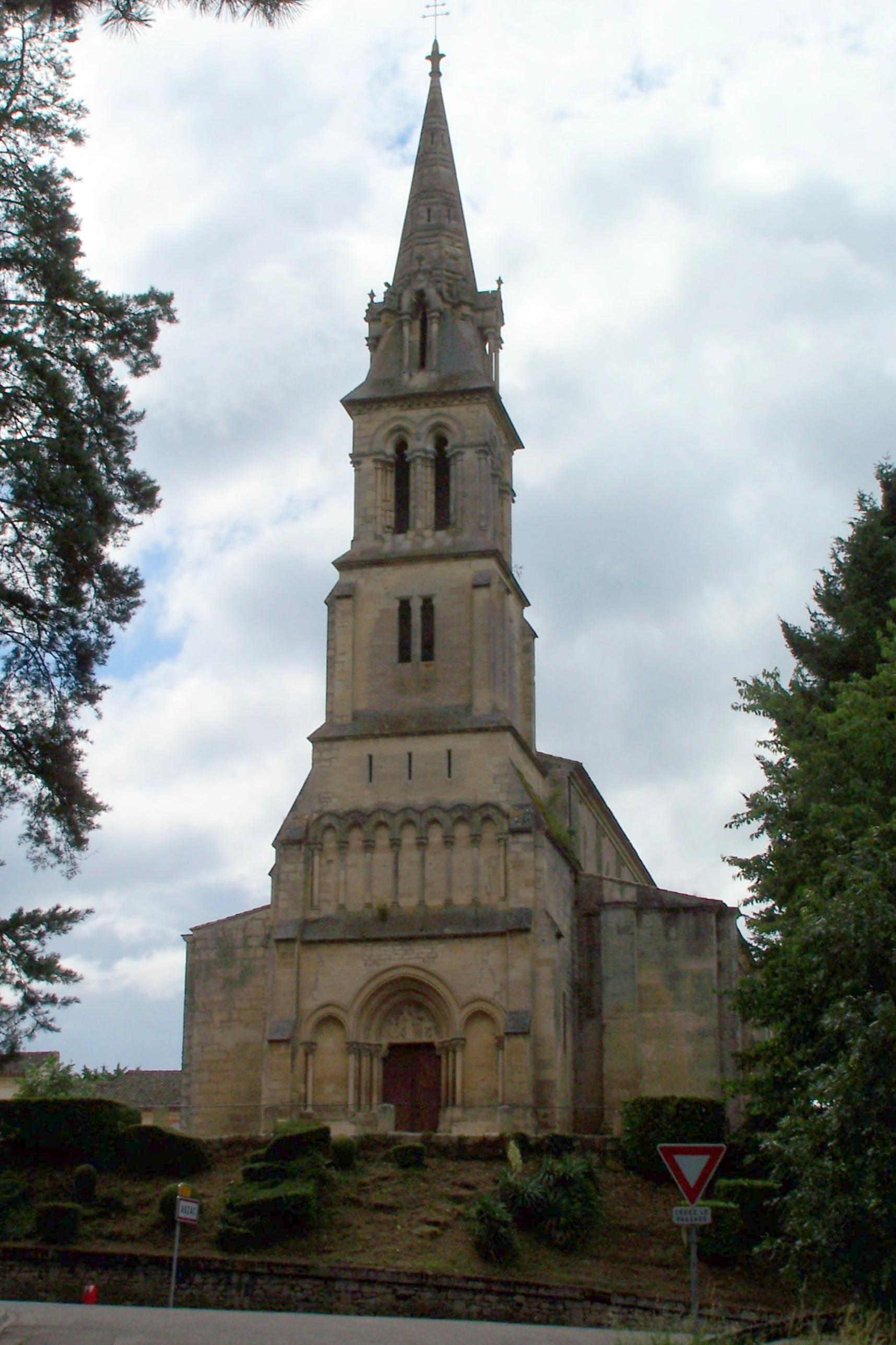
Vue est de l'église (juin 2012)
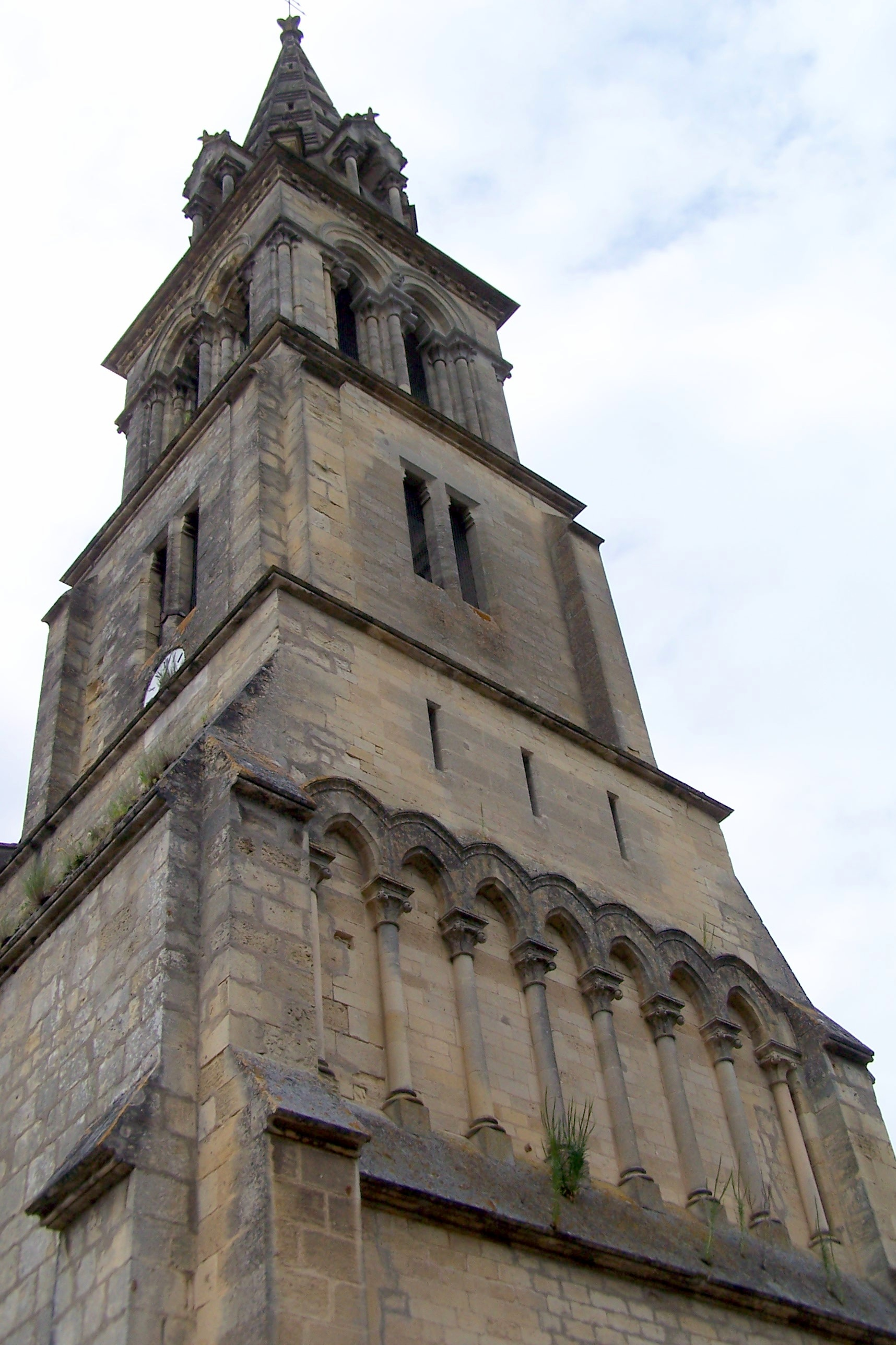
Le clocher (juin 2012)
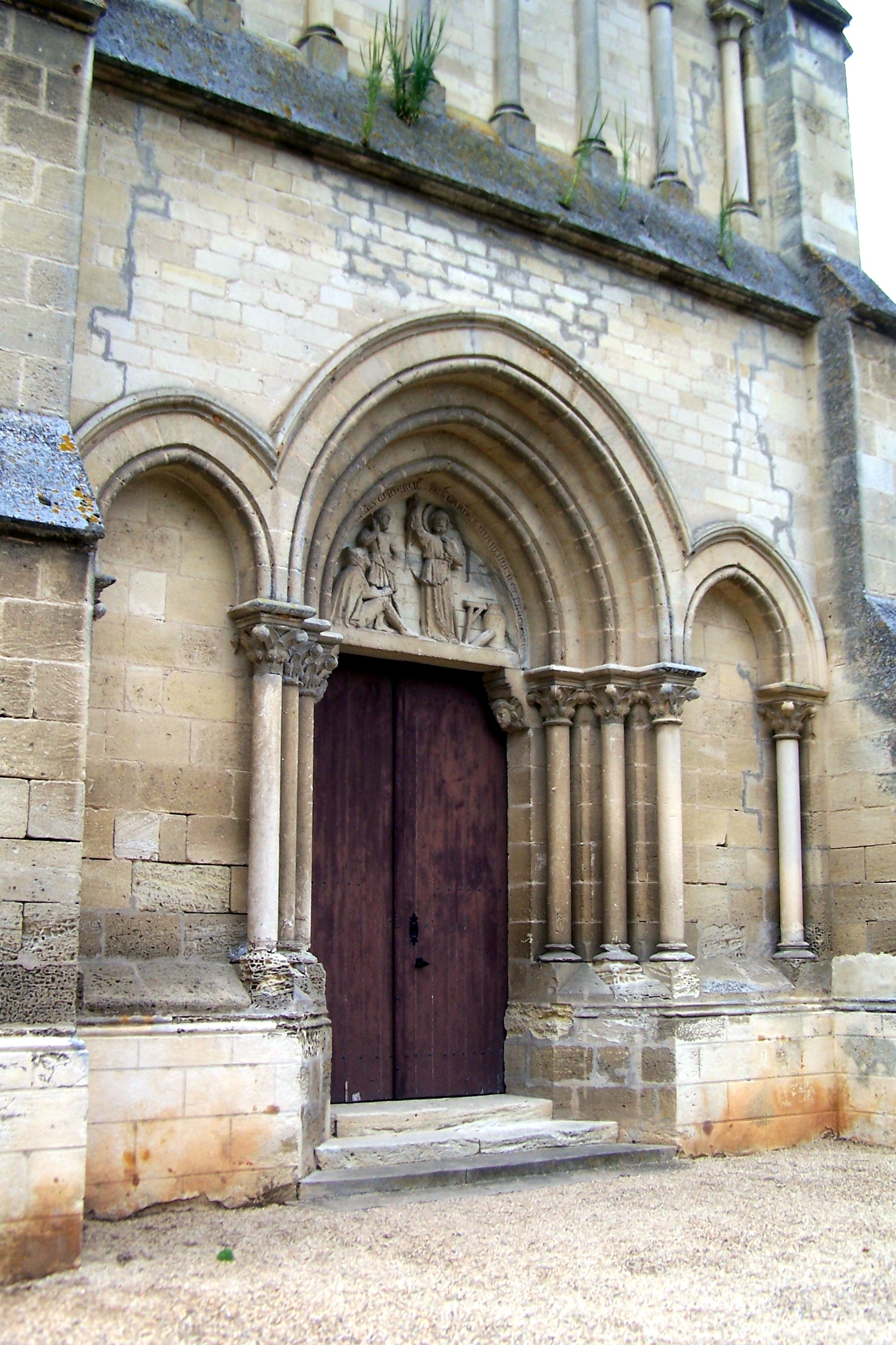
Le portail, face à l'est (juin 2012)
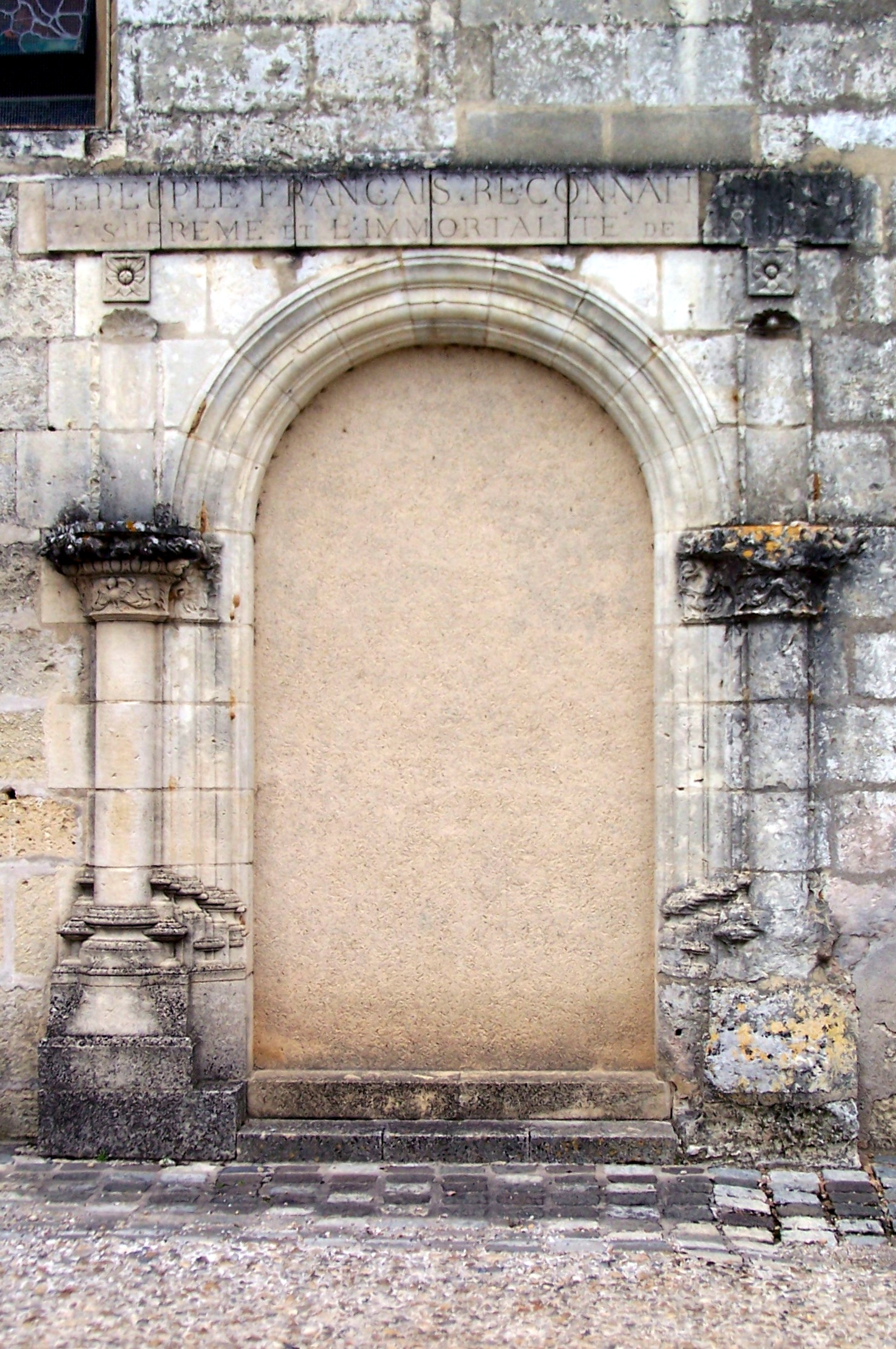
Portail latéral condamné. Au fronton : LE PEUPLE FRANCAIS RECONNAIT L'ETRE SUPREME ET L'IMMORTALITE DE L'AME (juin 2012).